# Masterco Engineering

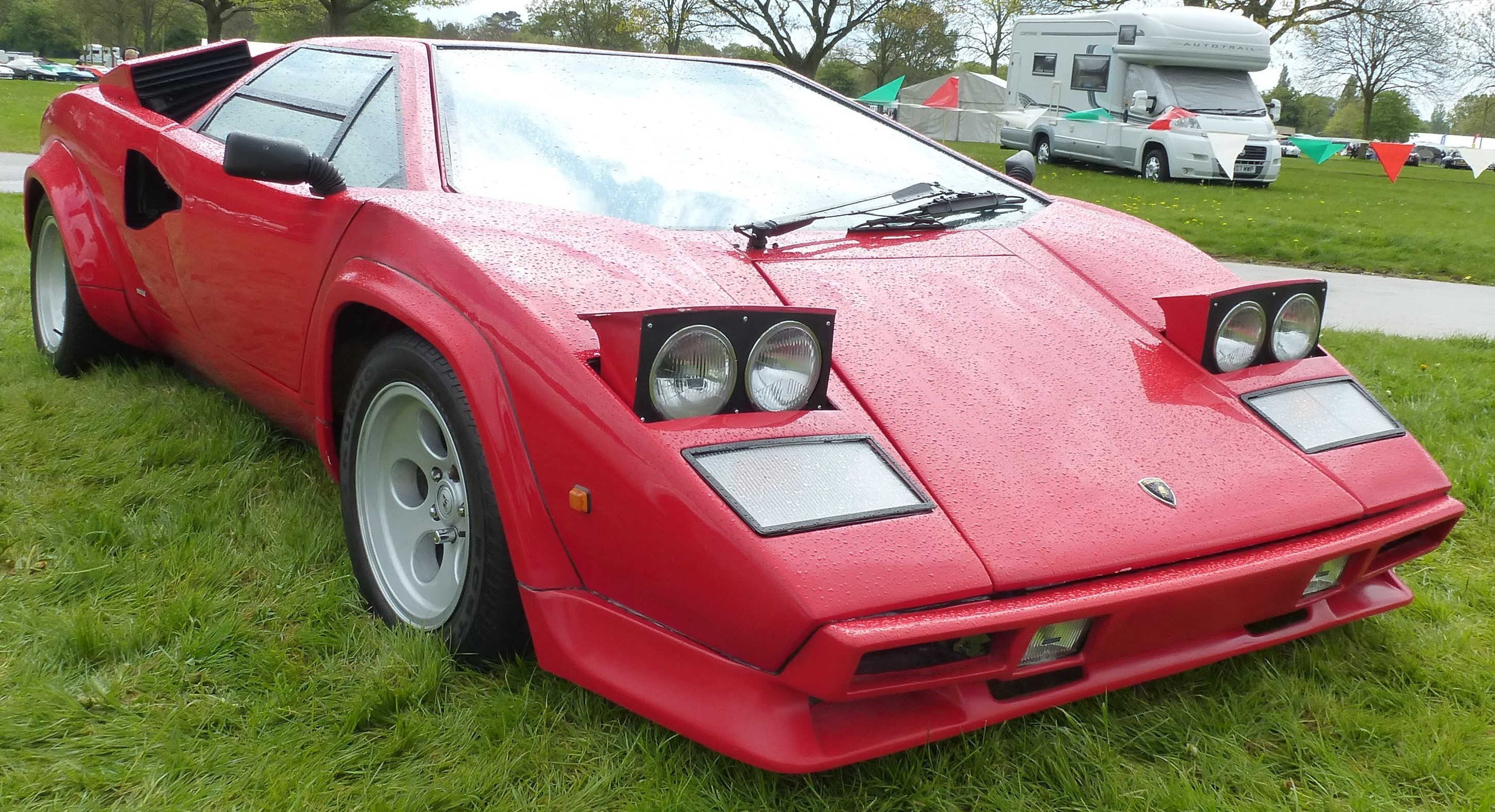
Masterco Countach …

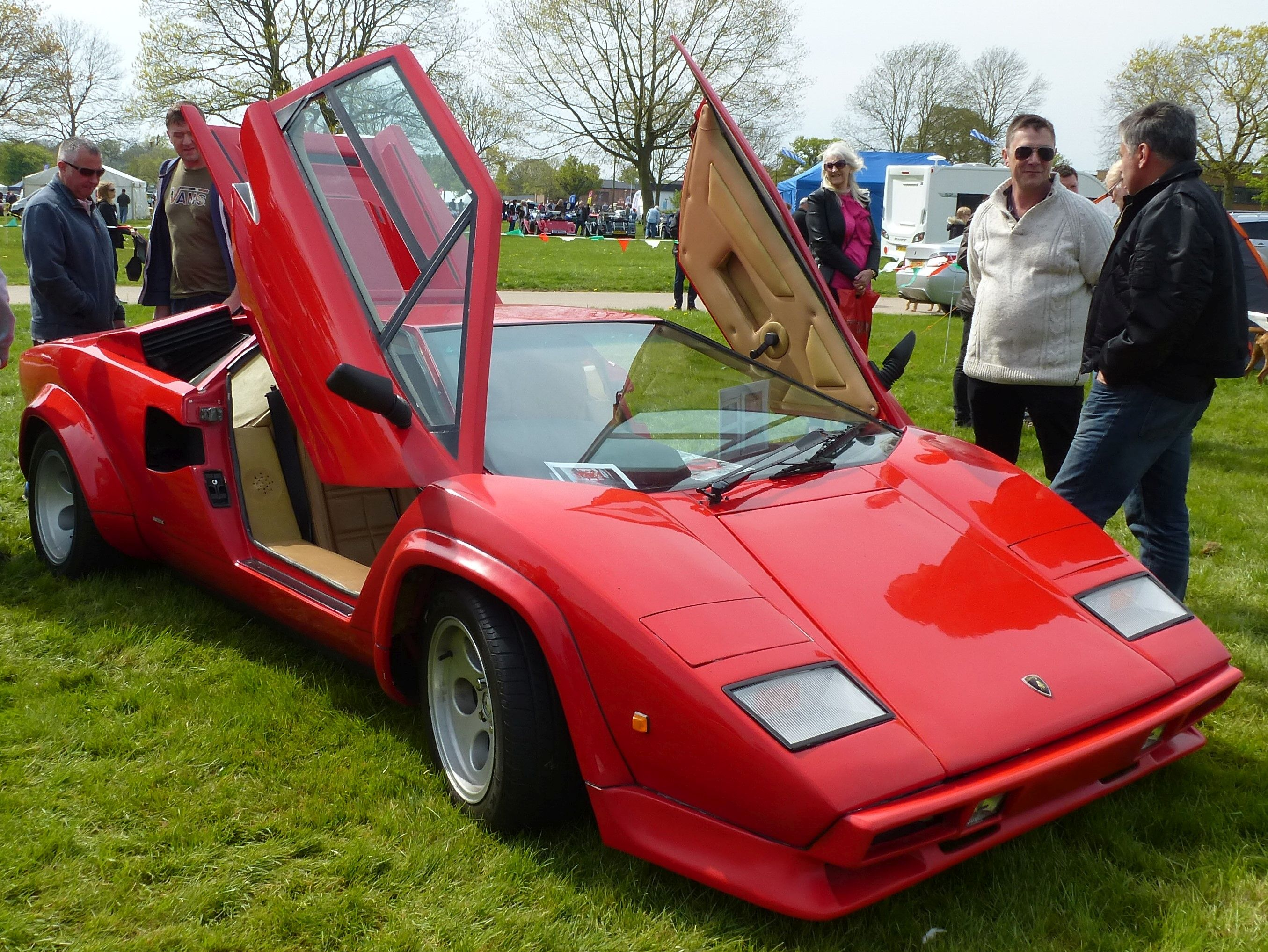
… mit geöffneten Türen

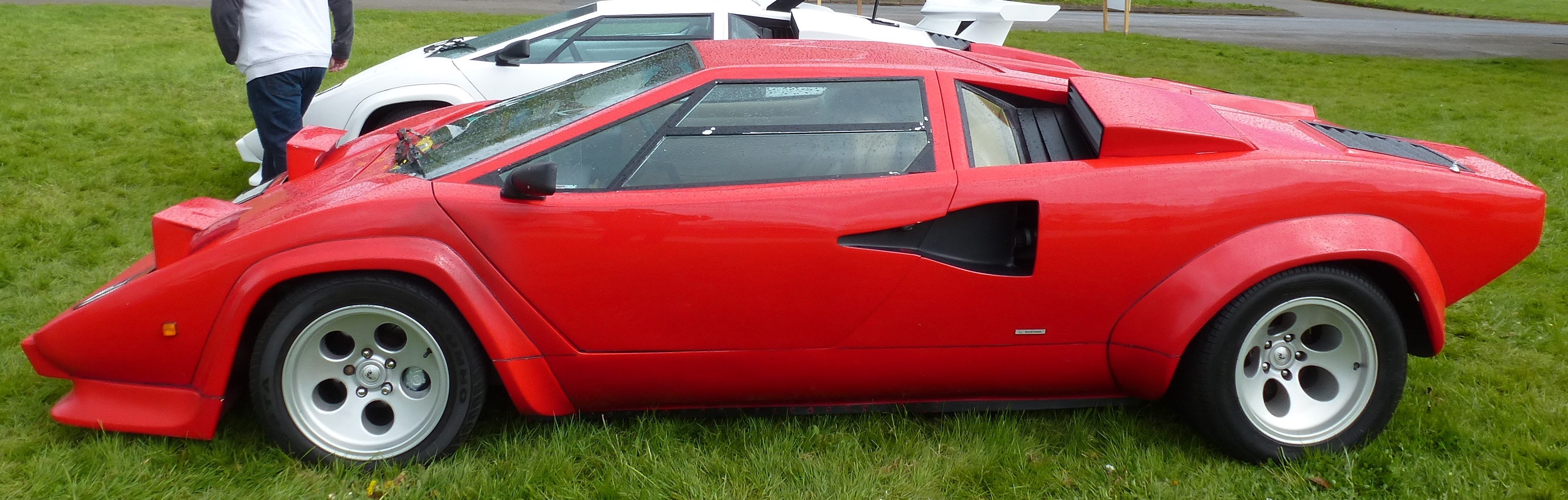
Seitenansicht

Masterco Engineering war ein britischer Hersteller von Automobilen.

## Unternehmensgeschichte
Das Unternehmen aus Bolton in der Grafschaft Greater Manchester begann 1991 mit der Produktion von Automobilen und Kits. Der Markenname lautete Masterco. 1993 endete die Produktion. Insgesamt entstanden etwa fünf Exemplare.

## Fahrzeuge
Das einzige Modell war der Countach. Diese Nachbildung des Lamborghini Countach hatte zuvor Panache Cars gefertigt. Der Bausatz kostete im ersten Jahr 2550 Pfund.